# 雪白かん菜
雪白 かん菜（ゆきしろ かんな、1995年11月1日 - ）は、日本の元AV女優。ティーパワーズ所属。

## 略歴・人物
埼玉県出身。アイデアポケットが開催した「アイポケアクトレスパフォーマバトルオーディション2016」のお姉さん部門でグランプリを獲得し、2016年4月に専属女優としてAVデビュー。
芸能関係の仕事に興味がったことから、友人の後押しもあってオーディションには自ら応募した。趣味はゴルフ、特技はバレーボール。
同年12月よりプレステージ専属となった。

## 出演作品

### アダルトDVD
2016年
- FIRST IMPRESSION 96 一般から公募したIPオーディション美女部門グランプリ!（4月19日、アイデアポケット）
- 素人女優の 初顔射! 初口内射精! 初3P! 昇天エクスタシーSEX 一般から公募したIPオーディション美女部門グランプリ! 素人女優の口内と美顔がザーメンに汚される!（5月19日、アイデアポケット）
- 刺激的なTバックの淫らな誘惑 見て見ぬふりしても高まる性欲 TバックオムニバスSTORY（6月19日、アイデアポケット）
- AV女優デリバリーサービスSEX デリヘル嬢の如く自宅へ!ラブホテルへ!新人女優をお届け! 本日のご指名は「雪白かん菜」嬢（7月19日、アイデアポケット）
- 僕とかん菜の甘すぎる同棲性活 アナタの彼女は料理学校の先生 全編主観!（8月19日、アイデアポケット）
- 都内某エステ店で盗撮されたアイポケ女優 AV女優が通う治療院にて巧妙な騙し隠し撮り撮影決行! 悶絶オイルマッサージの威力に女優が壊れる!（9月19日、アイデアポケット）
- 「酔っぱらって思わずヤッちゃったから発売することにしました」 酒に呑まれ乱れヤリタイ放題の一夜を完全収録!（10月25日、アイデアポケット）
- ヤリ過ぎ セックス生ライブチャット 「かん菜」ログイン中 24時間超ヌケル激レア映像大配信!（11月25日、アイデアポケット）
- 新・絶対的美少女、お貸しします。 ACT.65（12月2日、プレステージ）

2017年
- 働く痴女系お姉さん vol.06（1月6日、プレステージ）

### イメージDVD
- Kanna Snow White Memories（2017年1月19日、REbecca）